# Fiskeby (företag)

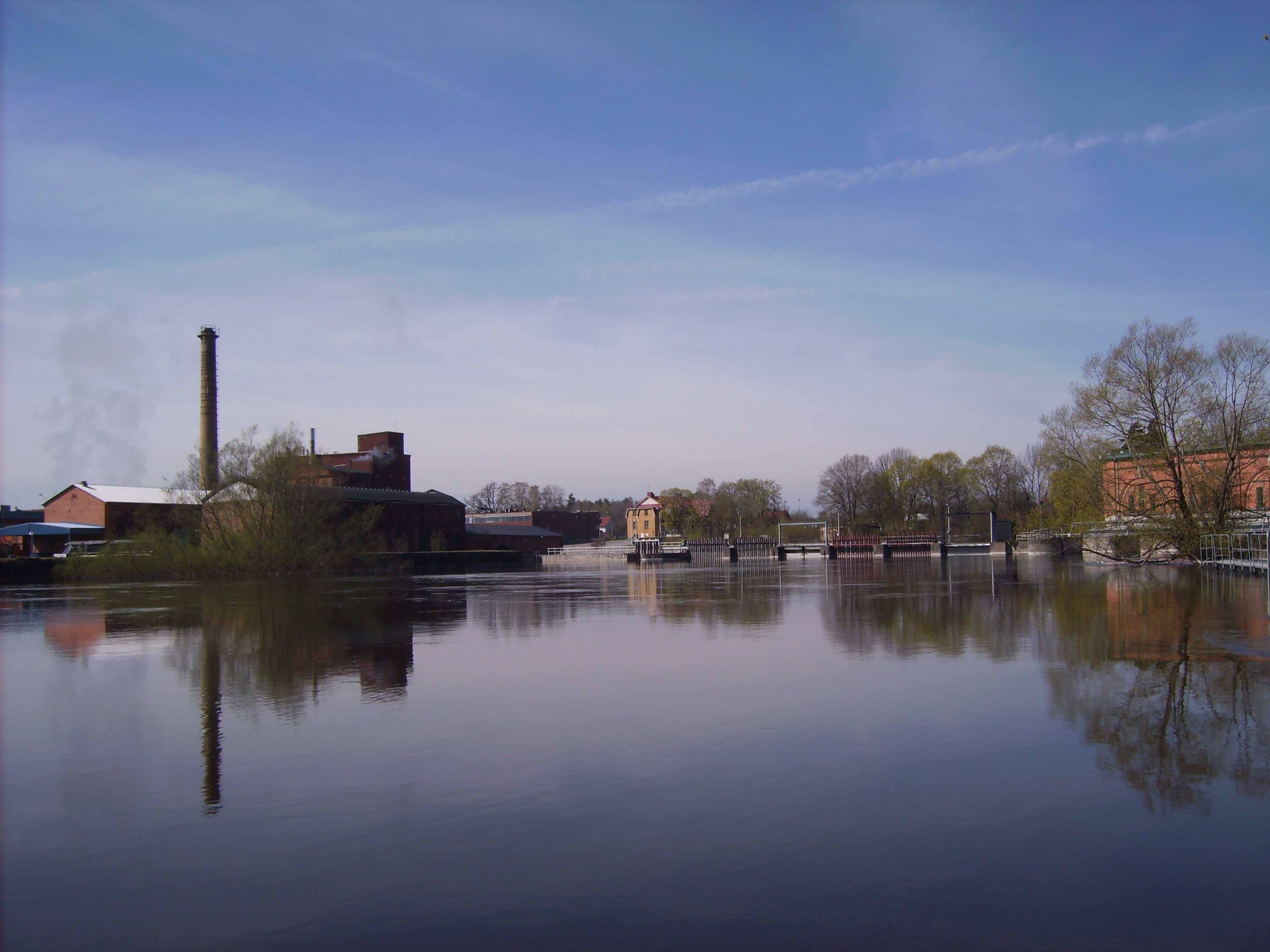
Fiskeby bruk i Fiskeby.

Fiskeby Board AB är en av Europas äldsta industriella tillverkare av papper och kartong. År 1637 fick dåvarande Fiskeby pappersbruk ett privilegiebrev av drottning Kristina för att starta tillverkning av papper i Fiskeby utanför Norrköping. 
Fiskeby tillverkar förpackningskartong av 100 % returfiber och är Skandinaviens enda tillverkare av returfiberbaserad kartong (WLC, white lined chipboard). Som enda bruk i Skandinavien tar de dessutom emot använda plastbelagda förpackningar, som exempelvis mjölk- och juiceförpackningar.

## Historik
1872 byggdes bruket om till ett modernt pappersbruk. Produkter som tillverkades då var bland annat takpapp, väggpapper och tidningspapper. Man tillverkade även mekanisk massa och sulfitmassa. 

1917 och 1918 köpte man upp Skärblacka AB, Ljusfors AB och AB Finspångs styckebruk. 1931 ägde en fusion rum mellan Fiskeby och Munksjö AB, varvid Munksjö övertog aktierna i Fiskebybolaget.

1942 kom Fiskeby fabriks AB i Kooperativa Förbundets ägo. Holmens Bruk AB förvärvade Fiskeby AB 1986. Sista verksamhetsåret som sammanhållen enhet, 1985, omsatte Fiskeby AB 2 miljarder kr. (62 % utomlands) och hade 3 600 anställda (600 utomlands). Fiskeby AB:s enheter Skärblacka bruk, Katrinefors bruk och Fiskeby bruk (se Fiskeby Board AB) har idag[när?] splittrats genom fusioner till andra företag.

1953 byggdes en ny maskin för kartongtillverkning i en ny fabrikslokal.

1969 byggdes en plastbeläggningsmaskin (Extruder).

1987 byggdes kartongmaskinen om då maskinens våtparti byggdes om. Produktionen blev baserad på 100 % returpapper.

1990 förvärvades Fiskeby av Riverwood International Corporation, 

2003 förvärvades företaget av Graphic Packaging Intl. 

2007 blev Fiskeby privatägt av familjen Coors genom Fiskeby Holding LLC. 

2008 Återtogs namnet Fiskeby Board AB.

2010 invigdes en ny fastbränslepanna.

## Nutid
En efterbearbetningsavdelning där kartongmaskinens tambour arkas eller rullas om finns i anslutning till kartongmaskinen. Sedan 1969 finns även en plastbeläggningsmaskin (Extruder) som kan lägga plast på kartongen eller laminera papper och kartong med varandra.
Kartongmaskinen har ett bestrykningsparti där bestrykning (främst vit) av kartongens översida sker med två skikt. Kartongmaskinens kapacitet är 170 000 ton/år (2011). Den har ett ytviktsspann mellan 280 och 500 g/m² och en banbredd på cirka 3700 mm.

## Maskinpark
| Beteckning | Maskinnamn                    |
| ---------- | ----------------------------- |
| KM01       | Kartongmaskin 01              |
| AM01       | Arkmaskin 01                  |
| AM02       | Arkmaskin 02                  |
| AM06       | Arkmaskin 06                  |
| AM07       | Arkmaskin 07                  |
| RM03       | Rullmaskin 03                 |
| RM04       | Rullmaskin (Omrullning)       |
| EX19       | Extruder 19 (Plastbeläggning) |

## Produkter
Fiskeby Board AB tillverkar förpackningskartong som kallas Multiboard (White-Lined Chipboard) och består av 4 skikt. Den kan fås i flera olika typer anpassat för olika användningsområden. Den används som förpackningskartong (kapslar) och bland företagets kunder finns stora livsmedelsproducenter. Största delen av den producerade produkten går på export.

## Biogasproduktion
Fiskebys biogasanläggning framställer klimatneutral biogas ur processavloppsvatten. Den nya biogasanläggningen, som stod klar 2015, avlastar företagets andra vattenreningsanläggning. Den utökade reningskapaciteten minskar företagets miljöbelastning och ger potential för utökad kartongproduktion.

## Övrigt
Företaget har ca 300 anställda och det finns 3 fackföreningar aktiva; Pappers avd. 51, SIF och Ledarna. Fiskeby tillämpar certifierade system för miljö- och kvalitetsledning samt hygienstyrning. Företaget innehar följande certifikat: kvalitetsledning ISO 9001,  miljöledning ISO 14001, hygienstyrning BRC-IOP, energiledning SS-EN 62 77 50 samt skogscertifiering FSC och PEFC.

## Verkställande direktörer
- 1923–1938: Ivar Nyström
- 1939–1942: Otto Heijne
- 1942-1947: Vilhelm Kugelberg
- 1947-1963: Axel Hemmar
- 1963–1965: Sture Sjöstedt
- 1966–1973: Rutger Martin-Löf
- 1973–1986: Mats de Verdier
- 1986–1990: Ulf Holm
- 1990–1991: Folke Burstrand
- 1991–1999: Sune Petterson
- 1999–2000: Erik Sundblad
- 2000–2017: Torbjörn Hansen
- 2017–2018: Lars Lundin
- 2018–:      Arvid Sundblad